# Bienoj (rejon nożaj-jurtowski)
Bienoj (ros. Беной) – wieś w Rosji, w Czeczenii, w rejonie nożaj-jurtowskim. W 2010 liczyła 1216 mieszkańców.